# Tauschticket
Tauschticket ist eine kommerzielle deutsche Internet-Tauschbörse. Dort können Artikel aller Art getauscht werden. Betreiber ist die Internext GmbH in Karlsruhe.

## Geschichte
Tauschticket wurde im September 2004 von der Karlsruher Internext GmbH unter dem Namen Buchticket als kostenlose Tauschplattform für Bücher und Hörbücher gegründet. Im Juli 2005 wurde die Plattform um die Kategorien „Filme“, „Musik“ und „PC/Games“ erweitert. Allerdings wurde diese Tauschticket genannt. Buchticket war nach wie vor nur für Bücher und Hörbücher gedacht.
Bis November 2006 galt als Prinzip „1 Artikel = 1 Ticket“, wobei als einzige Ausnahme zulässig war, mehrere Artikel für ein Ticket anzubieten. Ebenso waren die Tauschtickets in die vier Produktkategorien unterteilt, sodass beispielsweise für ein in der Rubrik Bücher erhaltenes Ticket auch wieder nur ein Buch angefordert werden konnte. Im Oktober 2006 wurde der rubrikübergreifende Tausch ermöglicht. Seitdem heißt die Börse Tauschticket. Am 20. November 2006 wurde die Gültigkeit der Tickets auf alle Kategorien erweitert. Seitdem war es auch erlaubt, Artikel für bis zu 5 Tickets anzubieten. 
Im März 2008 wurde der Tausch von Brett- und Gesellschaftsspielen ermöglicht; seit dem 1. Juli 2009 können Artikel aller Art angeboten werden.
Im Dezember 2008 gab es über 118.000 registrierte Mitglieder. Nach dem Ende der Markteinführung wurde die Plattform ab dem 4. Oktober 2010 entgeltpflichtig (Die Allgemeinen Geschäftsbedingungen enthielten seit der Gründung einen Gebührenvorbehalt). Die Ankündigung erregte den Unmut zahlreicher Nutzer.
Unter den angebotenen rund 1,9 Millionen Artikeln stellen Bücher mit etwa 1,4 Millionen Angeboten (Stand: Mai 2011) weiterhin das größte Segment dar.
Aus dem Forum der Tauschplattform gingen zwei FAQ-Handbücher hervor.
Seit 2014 können Artikel für bis zu 20 Tickets angeboten werden, ab sechs Tickets müssen diese mit Sendungsverfolgung verschickt werden.

## Funktionsweise
Jeder neue Benutzer muss zunächst eigene Artikel anbieten, deren Wertigkeit zwischen einem und zwanzig Tauschtickets er selbst festlegt. Die Laufzeit der Angebote ist unbegrenzt. Wird einer der angebotenen Artikel angefordert, erhält der Benutzer vom Anforderden im Gegenzug die geforderte Menge an virtuellen Tauschtickets. Dafür kann der Benutzer dann wieder beliebige Artikel anderer Anbieter anfordern.
Pro Tausch wird, abhängig von der Zahl der eingesetzten Tickets eine Gebühr von 0,49 bis 1,99 Euro an den Betreiber Internext GmbH fällig. Das Guthaben für Tauschgebühren kann mit einer Einzahlung von 5, 10, 20 oder 50 Euro u. a. per Kreditkarte, Sofortüberweisung und PayPal aufgeladen werden.  Beliebige Aufladebeträge größer als 5,00 Euro können per Überweisung getätigt werden. Bei Vertragsende ist eine Auszahlung von Restguthaben ohne Zahlung einer Aufwandspauschale möglich.  
Als Eingabehilfe beim Anbieten von Artikeln dient eine hinterlegte Datenbank (bis 31. Januar 2018 basierend auf der Datenbank von Amazon), so dass beim Anbieten geläufiger Titel oftmals nur die ISBN bzw. EAN eingegeben werden muss, aus welcher die wichtigsten Produktdaten (Autor/Interpret, Titel, Erscheinungsjahr etc.) automatisch generiert werden. Bis zum 31. Januar 2018 wurde dann auf diesen Angebotsseiten ein Link zum Produkt bei Amazon eingeblendet. Nach Angaben der Betreiber (Mitteilung im Forum der Tauschbörse am 31. Januar 2018) wurde inzwischen aus lizenzrechtlichen Gründen die Datenbank-Zusammenarbeit mit Amazon beendet. Es ist allerdings auch möglich, ohne ISBN/EAN anzubieten oder vorgeschlagene Datenbankartikel noch abzuändern, um sie dem eigenen Artikel anzupassen.
Die Zuverlässigkeit der Mitglieder der Tauschplattform wird über ein Bewertungssystem sichergestellt. Derjenige, der einen Artikel anfordert, kann den zur Versendung des Artikels verpflichteten Tauschpartner nach Bestätigung der Anforderung auf einer von null bis fünf Sternen reichenden Skala bewerten. Fünf Sterne bedeuten, dass der Tausch bzw. der angeforderte Artikel voll den Erwartungen entsprach. Null Sterne bedeuten, dass der Tausch nicht zustande gekommen ist. Die Betreiber der Plattform erstatten nach Prüfung des Vorfalls nach 0-Sterne-Bewertungen das Ticket zurück und behalten sich bei gehäuften null-Sterne-Bewertungen den Ausschluss des betreffenden Mitglieds vor.
Die Versandkosten gehen stets zu Lasten des Versenders, so dass eine Gewinnerzielung durch überhöhte Versandkostenabrechnungen ausgeschlossen ist.
Ein Tausch muss innerhalb von sieben Tagen bestätigt werden, da sonst der Tausch als „nicht zustande gekommen“ mit der Negativbewertung „null Sterne“ im Profil des Anbieters vermerkt wird.
Als Prämie erhalten neue Mitglieder nach SMS-Validierung (laut Anbieter-Angaben zur Vermeidung von Missbrauch und Doppelanmeldungen) für das Anbieten von mindestens fünf Artikeln ein Bonusticket.

## Abgrenzung
Im Gegensatz zum Tauschverständnis beim CD- bzw. Bookcrossing gehen die erworbenen Gegenstände ins Eigentum des Anfordernden über, der darüber nach freiem Ermessen verfügen kann (behalten, verschenken, wegwerfen, spenden, weitertauschen). Eine Verpflichtung zur Rückgabe oder zum Weitertausch eines ertauschten Artikels existiert nicht.